# Bruno Bréguet
Bruno Bréguet est un terroriste suisse, né le 29 mai 1950 à Muralto, dans le canton du Tessin en Suisse, et disparu le 12 novembre 1995. Il était membre du groupe terroriste de Carlos.

## Biographie

### Activisme terroriste
Âgé d'une vingtaine d'années, alors qu'il est étudiant à l’université de Genève, Bruno Bréguet s’engage dans la solidarité avec les mouvements de libération dans le tiers monde. Il se rapproche de la cause palestinienne, notamment à la suite de la tentative du sabotage d’un avion à l’aéroport de Kloten, en 1969, par un petit groupe de militants palestiniens, dans le but de détruire les quinze tonnes d’armes stockées dans ses soutes et destinées à être livrées à Israël. Un des membres du commando est exécuté par un agent israélien, alors qu’il était maîtrisé, d’un coup de revolver dans la gorge, et les trois autres condamnés à des peines de prison.
Cet évènement — l'une des premières tentatives d'attaque terroriste sur le sol suisse — le radicalise et le décide à se rendre au Liban afin de prendre contact avec le Front populaire de libération de la Palestine (FPLP). Après un bref retour en Suisse, où il découvre être désormais l’objet d’un signalement Interpol, il prend un bateau pour Israël. Le 23 juin 1970, il est arrêté au port d’Haïfa en possession de deux kilos d’explosifs. Il est alors condamné à quinze ans d’emprisonnement. Longuement torturé, avant d’être enfermé dans la prison de Yagur, puis à Ramleh.
Il est libéré en 1977 à cause de l'action d'un comité international rassemblant des personnalités telles que Jean-Paul Sartre, Simone de Beauvoir, Noam Chomsky, Alberto Moravia, Roland Barthes, Louis Althusser, Gilles Deleuze, Félix Guattari, Michel Foucault, Jacques Le Goff, Edgar Morin, Friedrich Dürrenmatt, Günter Grass, Dario Fo, Franco Fortini et François Genoud,. Il est expulsé d'Israël le 24 juin 1977.
La justice berlinoise lance un mandat d'arrêt contre lui, alors qu'il est soupçonné d'avoir participé en 1981 à un attentat contre la radio américaine Radio Free Europe à Munich.
Il est à nouveau arrêté, cette fois à Paris le 16 février 1982, avec Magdalena Kopp, avec des armes et des explosifs, alors qu'ils s'apprêtent à commettre un attentat à Paris. Il essaye d'abattre un policier mais son arme ne fonctionne pas. Carlos tente de les faire libérer. Il porte alors le surnom de « Luca ».
Selon des documents tirés des archives de la Stasi, l'avocat français Jacques Vergès aurait tenté de négocier pour le compte de Carlos avec des émissaires du ministre de l'Intérieur Gaston Defferre et du Premier ministre Pierre Mauroy pour obtenir la libération de Kopp et Bréguet. Les attentats des 29 mars et 22 avril 1982, respectivement dans le train Capitole Paris-Toulouse et au siège d’un journal arabe, rue Marbeuf à Paris, suivis de deux autres attentats en 1983, pourraient être des représailles de l'échec de ces contacts.
Bréguet est jugé en France avec Magdalena Kopp. Les deux accusés sont condamnés respectivement à quatre et cinq ans de réclusion pour détention d'explosifs.
Ils sont libérés en 1985 et Bréguet rejoint sa compagne et sa fille à Lugano, puis s’installe avec elles en Grèce, à Perdika, où il travaille comme charpentier.
Dans son livre paru en 2023, l'historien Andrian Hänni montre que Breguet a collaboré avec la Central Intelligence Agency (CIA) américaine à partir de 1991 au moins. En tant qu'agent rémunéré sous le nom de code FDBONUS/1, il a régulièrement fourni à la CIA des informations sur le groupe Carlos et a espionné des organisations terroristes grecques d’extrême gauche.

### Disparition
Arrivé devant Ancône à bord du bateau grec Lato le 10 novembre 1995, avec sa compagne Carol et sa fille Shona, Bréguet est refoulé sur le même bateau vers la Grèce par les autorités italiennes. Sa trace se perd près du port grec d'Igoumenitsa le 12 novembre 1995. En 2001, un squelette est découvert en Grèce qui pourrait être le sien.
En 2009, dans une lettre envoyée à Barack Obama, Carlos demande la restitution du corps de Bruno Bréguet, écrivant : « Nous avons été informés de manière non officielle que Bruno est mort accidentellement lors de son interrogatoire dans une base américaine du sud de la Hongrie. »
La disparition de Breguet est détaillée dans le film documentaire suisse de 2024 « La Disparition de Bruno Breguet » d'Olmo Cerri dans lequel plusieurs témoins qui connaissaient le terroriste parlent publiquement pour la première fois.